# Gabriel Schneider (Programmierer)
Gabriel Schneider (* im 20. Jahrhundert) ist ein Programmierer und Analytiker.
Schneider studierte Mathematik, Physik und Psychologie an der Universität Heidelberg, wo er zum Diplommathematiker graduierte. Seit 1983 arbeitet er als Informatik-Berater und seit 1995 als Erwachsenenbildner.
Er veröffentlichte Sachbücher im Informatikbereich.